# Saint-Igest
Saint-Igest är en kommun i departementet Aveyron i regionen Occitanien i södra Frankrike. Kommunen ligger  i kantonen Villeneuve som ligger i arrondissementet Villefranche-de-Rouergue. År 2022 hade Saint-Igest 181 invånare.

## Befolkningsutveckling
Antalet invånare i kommunen Saint-Igest
Referens: INSEE